# Ludwig Schultze-Strelitz
Ludwig Schultze-Strelitz, eigentlich Ludwig Georg Christian Schultze (* 7. Januar 1855 in Stargard (Mecklenburg); † 20. März 1901 ebenda) war ein deutscher Gesangspädagoge, Musikwissenschaftler und Herausgeber.

## Leben und Werk
Ludwig Schultze-Strelitz wurde als Sohn des Bäckermeisters Ludwig Schultze und dessen Frau Louise, geb. Schroeder geboren und am 27. Januar 1855 in der Stadtkirche von (Burg) Stargard getauft.
Er war unter anderem Schüler von Julius Hey in Berlin. Ludwig Schultze-Strelitz wirkte zunächst in Hamburg, später in Berlin-Schöneberg als Gesangslehrer. Er starb als Großherzoglich mecklenburg-strelitzscher Gesangsprofessor und Hofpianist in seiner Heimatstadt.
Am 24. November 1894 verheiratete er sich in der Marienkirche Neubrandenburg mit Martha, geb. Egermann (* 1868), einer Gastwirtstochter aus Gotha.
Von 1897 bis 1901 war Ludwig Schultze-Strelitz zusammen mit Paul Bruns Herausgeber der Zeitschrift Der Kunstgesang (1897–1901). Er war Autor der Sängerfibel (1896) und von Über Gesangunterricht und Gesangmethoden. Kritische Skizzen (1896).